# Bühl (Germania)
Bühl è una città tedesca di 29 133 abitanti, situata nel land del Baden-Württemberg.

La cittadina è famosa per la coltivazione della prugna e dedica quattro giorni di festeggiamenti nei primi giorni di settembre. (Zwetschgenfest)